# Władisław Korszunow
Władisław Korszunow (ros. Владислав Коршунов; ur. 13 marca 1983 r. w Chabarowsku) – rosyjski rugbysta grający na pozycji młynarza. Obecnie zawodnik WWA-Podmoskowje, a także kapitan reprezentacji.

## Kariera klubowa
Choć Korszunow urodził się w Chabarowsku w pobliżu granicy rosyjsko-chińskiej, to wychowywał się w okolicach Monino w obwodzie moskiewskim. Przygodę ze sportem rozpoczynał od hokeja na lodzie, jednak w wieku 13 lat zaczął chodzić do sekcji rugby, która była jedyną w pobliżu jego domu.
Obecnie jest zawodnikiem klubu WWA-Podmoskowje z siedzibą w Monino. Z klubem zdobył mistrzostwo Rosji w sezonie 2009 oraz 2010, a także Puchar Rosji za sezon 2009. W wygranym przez WWA 36:3 meczu finałowym z klubem Jenisej-STM, Korszunow zdobył przyłożenie.
Pomimo sukcesów odnoszonych w rosyjskim klubie, Korszunow w 2009 roku nie wykluczał przeprowadzki np. do Francji, gdyby zaproponowano mu kontrakt w którymś z tamtejszych klubów.

## Kariera reprezentacyjna
W reprezentacji Rosji w rugby piętnastoosobowym Korszunow zadebiutował 1 czerwca 2002 roku w meczu z reprezentacją Holandii. W 2010 roku zajął z drużyną narodową drugie miejsce podczas Pucharu Narodów Europy, dzięki czemu Niedźwiedzie po raz pierwszy w historii awansowały do turnieju finałowego Pucharu Świata, który w 2011 roku odbywał się w Nowej Zelandii. Na mistrzostwach tych Rosjanie odnieśli cztery porażki, jednakowoż ambitna walka pozwoliła na uzyskanie punktu bonusowego za porażkę z drużyną Stanów Zjednoczonych jedynie w stosunku 7:13. Korszunow wystąpił w trzech z czterech spotkań swojej drużyny. Obecnie zawodnik jest kapitanem reprezentacji.
Korszunow występował także w reprezentacji Rosji w odmianie siedmioosobowej. W 2005 roku wziął nawet udział w Pucharze Świata siódemek. Po odbytej w 2006 roku kontuzji kolana, nie otrzymał jednak kolejnych powołań od ówczesnego selekcjonera Claude’a Sorrela.